# Mélusine (bande dessinée)
Pour les articles homonymes, voir Mélusine.
 (février 2012).
Si vous disposez d'ouvrages ou d'articles de référence ou si vous connaissez des sites web de qualité traitant du thème abordé ici, merci de compléter l'article en donnant les références utiles à sa vérifiabilité et en les liant à la section « Notes et références ».
Mélusine est le personnage éponyme d’une série de bande dessinée.

## Auteurs
- Scénario : François Gilson (tomes 1 à 20), Clarke (tomes 21 à 27)
- Dessin : Clarke
- Couleurs : Cerise

## Synopsis
« Jeune » (119 ans) et jolie sorcière, Mélusine est jeune fille au pair dans un château de Transylvanie. La maîtresse de maison est le fantôme d'une femme au sale caractère, son mari un vampire et le valet de pied une sorte de créature de Frankenstein. Mélusine va à une école de sorcellerie.

## Histoire
La reprise de la série par Clarke seul change le ton de la série : un album passe d'une série de gags à une aventure complète. De plus, elle aborde des problèmes de société difficiles comme le divorce. Un personnage principal, Cancrelune, meurt. Clarke explique avoir reçu aussi bien des commentaires positifs que négatifs pour ce changement de style.
La série prend fin avec l'album 27, en 2019.

## Personnages récurrents
- Mélusine Anoukian[4] : sorcière rousse très jolie et très douée en magie (plutôt fière d'elle-même), altruiste mais parfois sujette aux changements d'humeurs - il peut lui arriver de se montrer égoïste, voire un tantinet cruelle. Elle rêve secrètement de trouver un jour son prince charmant ; Mélusine devient triste à la fin du tome 22 ayant perdu sa meilleure amie Cancrelune, elle semble même devenir accro aux gâteaux de Mélisande. Mélusine a également eu un petit ami prénommé Armelin à la fin du tome 21.
- Cancrelune : meilleure amie de Mélusine, une sorcière vraiment très maladroite qui, de plus, ne peut pas tenir sur un balai volant. Physiquement moins gâtée par la nature que ses amies Mélusine ou Krapella, c'est une romantique qui adore les contes de fées. Cancrelune s'est suicidée dans le tome 22 en croyant qu'elle avait tuée sa meilleure amie par mégarde, mais refusera de suivre Mélusine quand celle-ci tentera d'aller la rechercher dans les enfers.
- Mélisande : cousine de Mélusine (on apprendra par la suite qu'elle est en réalité sa sœur), une fée, "honte de la famille ". Elle est très jolie, mais un peu bête : elle a souvent du mal à comprendre ce qu'on lui dit. Pourtant, sa manière originale de réfléchir peut lui permettre - parfois accidentellement - de résoudre des situations que même Mélusine n'arrive pas à dénouer. Généreuse, elle aime beaucoup créer des gâteaux par magie et les partager. Lors de ses premières apparitions, elle a des problèmes de confiance et d'estime de soi. Elle s'est temporairement transformée en fée-vampire lorsque Gonzague l'a mordue.
- Adrazelle : tante de Mélusine ; elle a un goût prononcé pour la soupe de crapauds et les autres choses infectes, son café semble atrocement fort. Tout comme Cancrelune, Adrazelle a quelques soucis d'atterrissage avec son balai : elle entre par les fenêtres. C'est elle qui présente Mélisande comme "honte de la famille". Pourtant, elle va apprendre à l'apprécier de plus en plus au fil des tomes.
- Krapella : autre amie et camarade de classe de Mélusine, très jolie et qui aime beaucoup s'habiller de noir dans des tenues légères et sexy. Elle a confiance en elle, et peut même être un peu arrogante. Elle manque parfois de patience avec le faible niveau de magie de Cancrelune.
- la Duchesse Aymée Döperzonn : une femme devenue un fantôme qui emploie Mélusine pour l'entretien de son château, il lui arrive d'avoir des périodes de déprime dues à son statut de fantôme et c'est habituellement Mélusine qui doit lui remonter le moral, finissant par lui apprendre à devenir « matérielle ». Elle a horreur qu'on la « traverse ».
- le Comte Gonzague Hernyvanz : un vampire, mari de la Duchesse ; parfois en proie à des crises qui le poussent à mordre tout ce qui bouge au château ; on le voit souvent en train de fumer une cigarette ou bien boire un verre de sang. Il fait également des avances à Mélusine et tente plusieurs fois de la mordre et de l'embrasser. Il lui arrive souvent de mourir plus d'une fois au cours d'un album, généralement parce qu'il a été exposé à la lumière du soleil, ce qui le transforme en tas de cendres.
- Winston : majordome du château qui ressemble à la créature de Frankenstein. On apprend dans le tome 11 (À l’école des maléfices) que Winston est en fait la créature de l'aïeul du Docteur Kartoffeln, Herr Kartoffeln, qui le considérait comme son propre fils. Dans le premier album, il s'exprime dans un français sommaire, mais ne s'exprimera par la suite que par des « gron », arrivant malgré tout à se faire comprendre.
- Alembert, le loup-garou : amoureux de Mélusine ; il ne se laisse voir que sous cette forme car son apparence humaine est laide. Il apparaît moins souvent dans les derniers albums car Mélusine cherche son prince charmant parmi les chevaliers du coin.
- Doktor Kartoffeln[5] : arrière-petit-fils du dernier propriétaire « vivant » du château. Véritable Docteur Frankenstein, il se livre à des expériences assez loufoques dans les sous-sols du château.
- Le curé : officiant au village proche du château, son obsession est de brûler sur le bûcher toutes les sorcières des environs et semble avoir une dent contre Mélusine.
- Professeur Eusèbe Haaselblatt : un des professeurs de l'école de magie où Mélusine est étudiante, dont il est de plus le directeur. Il fait peur à une grande partie de sa classe, fait passer les examens dans une salle de torture, et « trifouille les cervelles de ses élèves avec les ongles de la connaissance ». On apprend dans le tome 21 que son prénom est Eusèbe . Il semble détester Cancrelune et ne montre aucune émotion quand il apprend sa mort.
- Professeur Purulóvşkovar : un autre des professeurs de l'école de sorcellerie. Il est atteint d'un « défaut de prononciation » qui lui fait cracher continuellement des insectes (peut-être des cafards) en parlant.
- Globule : jeune vampire très turbulent, petit-cousin du comte Gonzague Hernyvanz.

## Albums
1. Sortilèges (février 1995)
2. Le Bal des vampires (avril 1996)
3. Inferno (juin 1996)
4. Histoires à lire au coin du feu (mai 1997)
5. Philtres d’amour (mai 1998)
6. Farfadets et korrigans (mai 1999)
7. Hocus Pocus (mars 2000)
8. Halloween (octobre 2000)
9. Hypnosis (octobre 2001)[6]
10. Contes de la pleine lune (octobre 2002)
11. Mélusine à l’école des maléfices (octobre 2003)[7]
12. La Belle et la Bête (octobre 2004)
13. Superstitions (octobre 2005)
14. La Cuisine du Diable (14 juin 2006)
15. L’Apprentie sorcière (2 mai 2007)
16. Ballet enchanté (7 mai 2008)
17. Sang pour sang (7 mai 2009)
18. Malédiction ! (7 mai 2010)
19. L’Élixir de jouvence (1er avril 2011)
20. Envoûtement (4 mai 2012)
21. Le Tournoi de magie (3 mai 2013)[8]
22. Cancrelune (11 avril 2014)[9]
23. Fées contre sorciers (13 mars 2015)[10]
24. La ville fantôme (3 juin 2016)[11]
25. L'année du dragon (5 mai 2017)[12]
26. En rose et noir (4 mai 2018)[13]
27. La guerre sans magie (26 avril 2019)

## Publication

### Périodiques
Cette bande dessinée est parue dans Le Journal de Spirou.

### Éditeur
- Dupuis : tomes 1 à 25 (première édition des tomes 1 à 25)